# ファミリースキー
ファミリースキー（Family Ski）は、バンダイナムコゲームス・ナムコレーベルから発売されたWii用スキー（&スノーボード）ゲームのシリーズ。
最新作は2008年11月13日に発売された『ファミリースキー ワールドスキー&スノーボード』で、本項ではそちらも併せて解説する。

## 概要
Wiiでバンダイナムコゲームスが展開している「スポーツわいわい」シリーズの一シリーズ。
2008年12月13日に、一作目『ファミリースキー』の全世界累計販売本数が100万本を突破したことが発表されている。これは2008年度におけるバンダイナムコゲームスのセールス実績の総合2位となった（1位は『ソウルキャリバーIV』）。
広告では、任天堂がCM（バランスWiiボードを使ったCM）などで宣伝協力を行なっていた。

## ファミリースキー
ファミリースキー(Family Ski)はWiiリモコンとヌンチャクをストックに見立てた体感スキーゲームで、ハッピースキーリゾートという架空のスキー場を舞台にしている。
サードパーティーソフトとしては初めてバランスWiiボードにオプション対応している。バランスWiiボード使用の場合、体重をかけた方向に旋回するが、Wiiボードを前後逆に置くことで旋回方向が逆（体重をかけた方が軸）になる。
ゲーム中ではスキー場のBGMとして、松任谷由実（「サーフ天国、スキー天国」「恋人がサンタクロース」「BLIZZARD」）の計3曲が使用されている。
映画『銀色のシーズン』の主人公とヒロインがポリゴンキャラクターとしてゲスト出演している。また、Miiにも対応している。

### ナムコ作品との関係
同じバンダイナムコゲームスのソフトである、他作品シリーズの固有名詞等が登場しているファンサービスがあり、以下にその幾つかを記す。
- スキー場のBGMとして、『ことばのパズル もじぴったん』（「ふたりのもじぴったん」他）の曲が使用されているほか、「大田区蒲田からお越しの、和田どん（『太鼓の達人』）様、お連れのお客様がお待ちです。」といった形で、場内アナウンスでナムコキャラクターが呼び出される演出などがされている。
- 本作は『リッジレーサー』のスタッフが開発を担当したことから、「KAMATA FIERAでご来場のお客様」など、リッジレーサーシリーズに登場する車種が場内アナウンスで呼び出されている。
- 『ゼビウス』『風のクロノア』『アイドルマスター』等のナムコ作品のキャラクターが描かれたスキー板がある。

## ファミリースキー ワールドスキー&スノーボード
ファミリースキー ワールドスキー&スノーボード(Family Ski: World Ski & Snowboard)は、2008年11月13日にバンダイナムコゲームス・ナムコレーベルから発売されたWii用スキー&スノーボードゲーム。
新たにスノーボードでのプレイを追加したほか、海外風のジャンボリースノーリゾート、ヘリコプターで山頂に移動するマウント・アングリオという2つのゲレンデが舞台となっており、ハーフパイプやジャンプ台などトリック用のスノーパークも設置されている。また、最大3人までのCPUとバディを組む事が可能で、クレバスなどの穴が存在するなど、さまざまな点で再現度および自由度が上がっている。
スノーボードではバランスWiiボードに対応しており、使用する場合はWii Fitのバランススノボーと同様に、バランスWiiボードをTVに対して横向きに設置する。
また、バンダイナムコ版、任天堂版のCM共に、Wiiのサウンドロゴを使用している。
「みんなのおすすめセレクション」に選出され、2010年2月25日に廉価版が発売された。